# Jäkäläpää (berg)
Jäkäläpää är ett berg i Finland.   Det ligger i den ekonomiska regionen Norra Lappland och landskapet Lappland, i den norra delen av landet, 900 km norr om huvudstaden Helsingfors. Toppen på Jäkäläpää är 512 meter över havet, eller 55 meter över den omgivande terrängen. Bredden vid basen är 1,5 km.
Terrängen runt Jäkäläpää är kuperad åt nordost, men åt sydväst är den platt.  Trakten runt Jäkäläpää är nära nog obefolkad, med mindre än två invånare per kvadratkilometer. Det finns inga samhällen i närheten. Omgivningarna runt Jäkäläpää är i huvudsak ett öppet busklandskap.